# Aeroperú
Empresa de Transporte Aéreo del Perú S.A., geralmente conhecida como Aeroperú, era uma companhia aérea peruana, servindo como a principal linha aérea do Peru de 1973 a 1999. A empresa era sediada em Lima, com o Aeroporto Internacional Jorge Chávez servindo como o hub principal. Além de uma ampla rede de rotas domésticas, a Aeroperú ofereceu voos internacionais para lugares na América Latina e nos Estados Unidos. A empresa tinha cerca de 1.500 funcionários.

## História

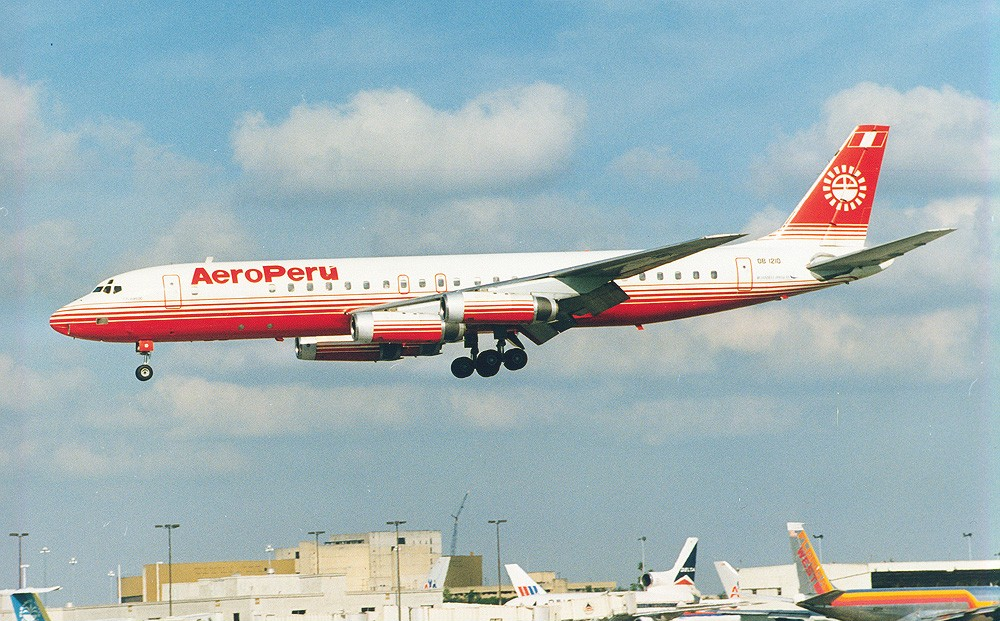
Um Douglas DC-8-62H da Aeroperú no Aeroporto Internacional de Miami em 1992.

A Aeroperú foi formada em 22 de maio de 1973, após a reorganização da SATCO, uma companhia aérea que foi controlada pelo Exército Peruano. Inicialmente uma empresa totalmente estatal com uma frota de três Fokker F28 Fellowships adquiridas da SATCO, os voos foram iniciados em outubro na rota Lima-Cusco. Logo, um Boeing 727 se juntou a frota, e a Aeroperú colocou uma ordem para dois Fokker F27 Friendships. Em 1974, dois Douglas DC-8 foram adquiridos da VIASA, que permitiu o lançamento de rotas internacionais. O voo inaugural, em 29 de julho, foi a rota Lima-Buenos Aires, seguido logo por um serviço programado a Miami. Em 1978, a Aeroperú creseu e incluiu um monte de destinos na América Latina e também nas cidades de Nova York e Los Angeles com suas populações latinas importantes.
Em julho de 1981, a Aeroperú foi gradualmente privatizada, com o governo peruano mantendo uma participação minoritária de 20%. Em 1982, foram feitos planos para uma fusão com a Faucett Perú, uma outra grande companhia aérea de passageiros do Peru naquela época. Como medida preparatória, os despedimentos nas redes de rotas das duas companhias aéreas foram removidos, de modo que a Aeroperú teve que suspender voos para um número de destinos, incluindo Rio de Janeiro, São Paulo, Nova York e Los Angeles. Não foram tomadas outras medidas no sentido da fusão das duas companhias aéreas, pelo que em 1983, os voos para vários destinos recomeçaram. Um acordo bilateral de tráfego aéreo entre o Peru e os Estados Unidos expirou em 11 de novembro de 1983. Por causa de desacordos sobre a concessão de direitos de quinta liberdade, todos os voos entre os dois países foram suspensos em maio de 1984 até meados de 1985, Lima-Miami.
Em 1993, a Aeroméxico adquiriu 70% das ações no valor de 54 milhões de dólares, tornando a Aeroperú sua subsidiária. Subsequentemente, dois aviões Boeing 757-200 foram transferidos, permitindo à Aeroperú substituir seus Douglas DC-8 antigos. Em 1996, 47% da Aeroperú foi transferida para a Cintra, empresa controladora da Aeroméxico e a Mexicana de Aviación. As três companhias aéreas entraram em acordos de codeshare sob o nome de Alas de Americas, com Aeroperú que juntou-se ao clube Premier, o programa de passageiro frequente da Aeroméxico. Entre 1996 e 1997, Aeroperú manteve uma segunda base em Aeroporto Internacional El Dorado, Bogotá, Colômbia, onde foram oferecidos voos regionais. Em 1998 a Delta Air Lines tornou-se um dos principais acionistas da Aeroperú, quando adquiriu uma participação de 35% na companhia aérea. O acordo permitiu que a Cintra reduzisse sua participação para 35%.
Devido a dificuldades financeiras que haviam perturbado a companhia aérea durante a maior parte de sua existência, a Aeroperú foi forçada a suspender todas as operações de voo em 10 de março de 1999. Vários planos para um relançamento foram feitos, o que incluía uma possível aquisição da Continental Airlines ou uma aquisição por parte de um grupo de investidores estrangeiros. Nenhum deles se interessou e a Aeroperú foi liquidada em 18 de agosto de 1999. A maior parte de sua frota e destinos foi assumido pela recém-fundada LAN Perú.

### O hino da Aeroperú
A Aeroperú se vangloriou de um hino bem conhecido, o "Coro de Aeroperú", que consiste em um conjunto de cantores pilotos da Aeroperú e outros funcionários. Também lançou dois álbuns que também se tornaram artigos promocionais para a Aeroperú, como "El Canto del Peru para la gente de las Americas" ("Canções do Peru para a gente das Américas") e "Musica en la ruta del Sol" ("Música na rota do Sol").

## Frota
Ao longo dos anos, a Aeroperú operou os seguintes tipos de aeronaves:
| Avião              | Introduzido | Retirado  |
| ------------------ | ----------- | --------- |
| Boeing 727-100/200 | 1974        | 1999      |
| Boeing 737-200     | 1998        | 1999      |
| Boeing 757-200     | 1994        | 1999      |
| Douglas DC-8       | 1974        | 1994      |
| Douglas DC-10      | 1993        | 1997      |
| Fokker F27         | 1974        | 1984      |
| Fokker F28         | 1973        | 1998      |
| Lockheed L-1011    | 1978 1991   | 1985 1998 |

## Acidentes e incidentes
- 25 de outubro de 1988, Voo Aeroperú 772, uma Fokker F28 (registro OB-R-1020) decolou no Aeroporto Internacional Inca Manco Cápac, Juliaca para um voo doméstico para Arequipa, mas não conseguiu obter qualquer altura substancial. Posteriormente, a aeronave atingiu o solo e quebrou em várias peças. Dos 65 passageiros a bordo, 11 morreram, assim como um membro da tripulação.[2]

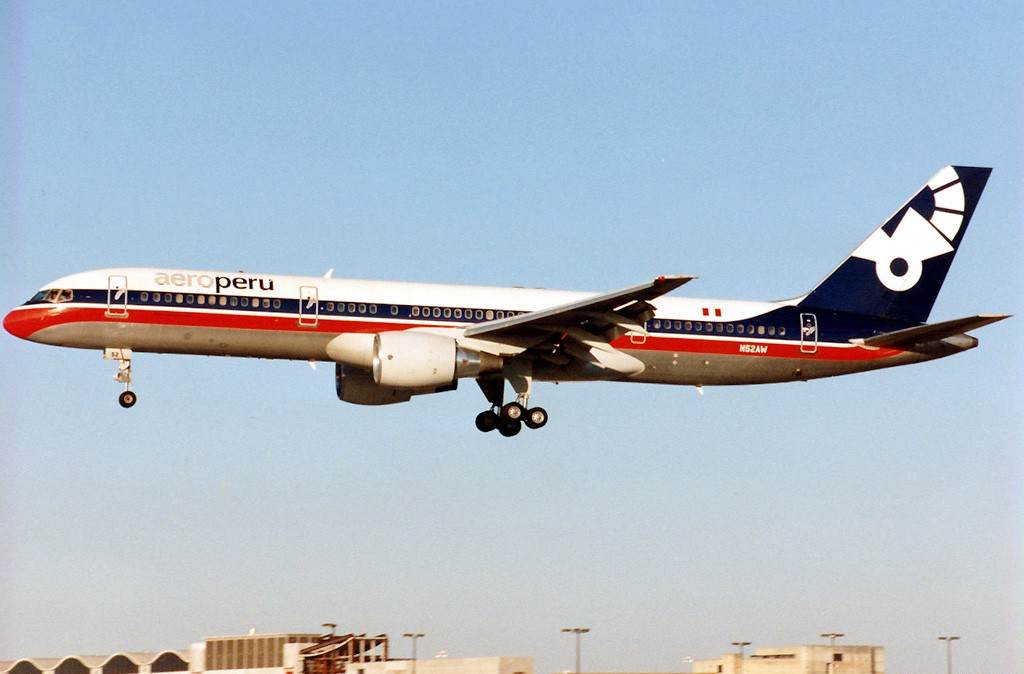
N52AW, a aeronave envolvida no acidente, no Aeroporto Internacional de Miami, em janeiro de 1996.

- 2 de outubro de 1996, Voo Aeroperú 603. O Boeing 757-200 (registro N52AW) tinha sido uma rota de um voo charter de Miami-Lima-Santiago, quando caiu no Oceano Pacífico às 01:16 tempo local. 70 pessoas morreram no desastre. O inquérito revelou que durante os trabalhos de manutenção anteriores, uma fita adesiva que cobria as portas estáticas do avião não tinha sido removida, o que resultou em dados incorrectos do instrumento de voo que foram entregues aos pilotos durante o voo[3], mesmas causas do acidente com o voo Birgenair 301, 8 meses antes.